# Heinz Lohmann (Musiker)
Heinz Lohmann (* 8. November 1934 in Gevelsberg; † 11. März 2001 in Berlin) war ein deutscher Organist, Herausgeber und Komponist.
Lohmann studierte in Detmold und Paris bei Michael Schneider und Gaston Litaize. Von 1958 bis 1960 wirkte er an der Christuskirche in Wolfsburg, von 1961 bis 1971 an der Christuskirche in Düsseldorf. Anschließend wurde er als Kirchenmusikdirektor an die Kirche zum Heilsbronnen in Berlin berufen. Er konzertierte im In- und Ausland. Seine Interpretationen wurden durch Rundfunk- und Fernsehaufnahmen dokumentiert. Er komponierte Werke für Chor, Orgel sowie Kammermusik und Lieder.
Seine letzte Ruhestätte fand Heinz Lohmann auf dem Evangelischen Kirchhof Alt-Schöneberg in Berlin (Feld 6-3-55).

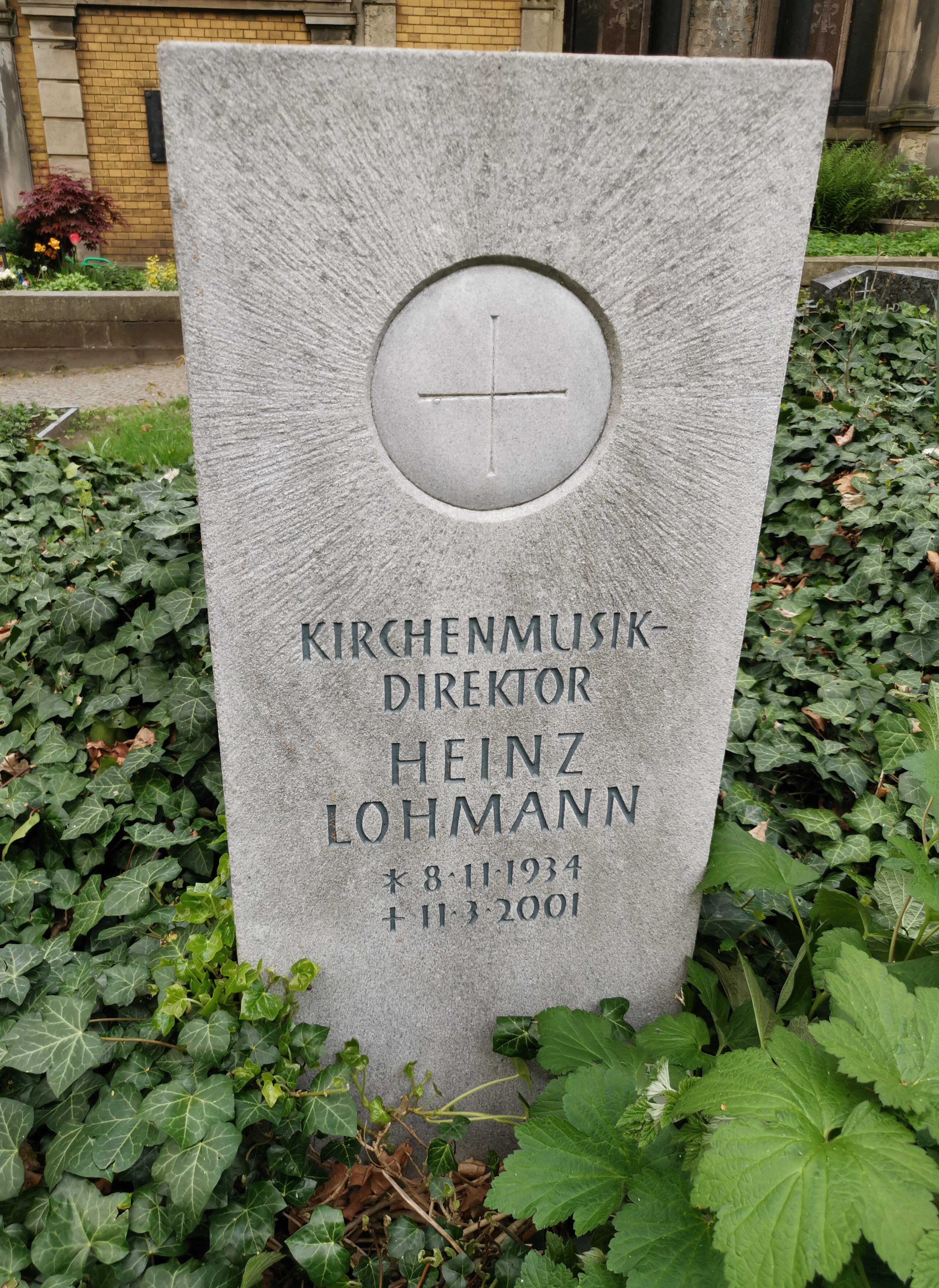
Grab auf dem Evangelischen Kirchhof Alt-Schöneberg in Berlin

## Tondokumente
- Max Reger: Orgelwerke T. 7; Kirche zum Heilsbronnen (1980)
- Max Reger: Orgelwerke T. 8; Kirche zum Heilsbronnen (1980)
- Max Reger: Orgelwerke T. 11; Jesuitenkirche zu Mannheim (1973 / 1979)
- Max Reger: Orgelwerke T. 12; Jesuitenkirche zu Mannheim (1973 / 1978)
- Max Reger: Orgelwerke T. 13; Marktkirche zu Wiesbaden (1974 / 1978)
- Kostbarkeiten barocker Meister; (EMI-Electrola 1979 / 1980)
- Johann Sebastian Bach 1; Steinkirchen (1979)
- Johann Sebastian Bach 2; Altenbruch (1980)
- Johann Sebastian Bach 3; Martinikirche zu Minden (1983)
- Johann Sebastian Bach 4; Martinikirche zu Minden (1983)
- Lotte Backes: Orgelwerke (1977)
- Joseph Rheinberger: Orgelsonaten (1978)
- Orgelkonzert aus der Inselkirche St. Nikolai auf Helgoland (1978)

## Schriften
- Handbuch der Orgelliteratur (Breitkopf und Härtel, 1975/1980)

## Ausgaben
- Gesamtausgabe der Orgelwerke von Johann Sebastian Bach